# Vertigo (DC Comics)
A Vertigo egy amerikai képregény kiadó cég, a DC Comics leányvállalata. Termékei jellemzően a idősebb gyerekeket, illetve a felnőtt közönséget célozzák. Gyakran jelenik meg oldalain erőszak, káromkodás, nyílt szexualitás, profanitás és más vitatott tartalmak. A kiadványok legtöbbje horror vagy fantasy, gyakori még a krimi, a társadalmi szatíra vagy életrajz. Minden kiadvány borítója tartalmazza a „Suggested for mature readers” mondatot (Érett olvasók számára). 2008 óta Karen Berger a kiadó főszerkesztője, de már a kezdetektől, vagyis 1993-tól felügyeli a működését.
A Vertigo képregények elnyerték az elismert képregényeknek járó Eisner-díjat, például a Legjobb folytatásos sorozatok kategóriában a The Sandman, a Prédikátor (Preacher), a 100 Bullets vagy a Fabulák (Fables). Több kiadványból is készült mozifilm, mint a Constantine, a démonvadász (Hellblazer), az Erőszakos múlt (A History of Violence), a Csillagpor (Stardust), a V mint vérbosszú (V for Vendetta), illetve a Lucifer képregényből  tévésorozat.

## Története
A Vertigo kiadó 1993-ban jött létre Karen Berger felügyelete alatt, aki a Brooklyn College-ban diplomázott angol irodalom szakon, majd 1979-ben lépett be a DC Comicshoz Paul Levitz asszisztenseként. Az 1980-as évek közepére Berger, aki már olyan címek szerkesztője volt, mint a Wonder Woman and Amethyst, Princess of Gemworld, az Egyesült Királyságból igyekezett új írókat találni. Ezek között volt Neil Gaiman is, akivel 1987-ben találkozott először egy tehetségkutató túrán, valamint Peter Milligan és Grand Morrison. Ezeknek az íróknak a fogékonyságát és nézőpontját üdítően másnak, élesebbnek és ötletesebbnek találta, mint az akkori amerikai írókét, és olyan kiadványokon dolgozott velük együtt, mint az Animal Man, a Doom Patrol vol. 2., a Shade, the Changing Man vol. 2, a Black Orchid-minisorozat (Neil Gaiman első munkája a DC-vel), a The Sandman sorozat és a horror műfajú Hellblazer, illetve a The Saga of the Swamp Thing. Ezen címek alkotják a Vertigo alapjait. 1993-ban egy szerkesztői megbeszélésen Berger, Levitz, a DC kiadó részéről Jenette Kahn és a főszerkesztő, Dick Giordano részvételével Berger azt a megbízatást kapta, olyan jelzés alatt működtesse ezeket a címeket, melyek – Berger leírása alapján – „valami mást hoznak a képregények közé és segítenek nagyobb közönséget vonzani”.

### Touchmark Comics
A Vertigo sorozatainak némelyike a Disney Comics által megszüntetett Touchmark Comics kiadótól származik, melyet a Disney 1991-es válsága miatt töröltek. A Touchmark vezetője a DC egykori szerkesztője, Art Young lett volna, majd amikor a tervet a „szőnyeg alá söpörték”, Youngot és jogokat is megszerezte a DC, amivel létrehozta a Vertigo-vonalat. Berger szerint Young és a Touchmark jogok megszerzése mozdította előre az új irányvonalat. Azóta is vitatott kérdés, hogy a Disney döntése a Touchmark beszüntetéséről mekkora szerepet játszott a Vertigo létrejöttében. A Touchmark olyan címeket adott ki, mint az Enigma, a Sebastian O, a Mercy és a Shadows Fall.

## Bemutatkozó képregények
Az olyan írók megszerzésével, mint Alan Moore, Neil Gaiman, Jamie Delano, Grant Morrison, Garth Ennis és Peter Milligan, Karen Berger jó munkát végzett az új irányvonal megalapozásával. A korábbi DC-sorozatok (Swamp Thing #129, Hellblazer #63, Sandman #47, Doom Patrol #64, Animal Man #57, Shade, the Changing Man #33) mellett a Vertigo jelzés alatt kiadott első új képregény a Death: The High Cost of Living első része volt (Gaiman) pár héttel a szintén debütáló Enigma (1993. március) előtt. A Vertigo kezdeti sorozatai közül ma már csak a Hellblazer jelenik meg ez alatt a cégjelzés alatt.

### Bemutatkozó írók
Annak ellenére, hogy a leggyakrabban a Vertigo mögött álló egyik legfőbb íróként esik szó róla, a Vertigo-alapművek egyikét sem Alan Moore írta, de nem is Grant Morrison, aki hasonlóképpen fejezte be termékeny közreműködését a DC Comicsnál Animal Man és Doom Patrol képregényeivel.
Ehelyett a Vertigo kulcs-írói egy brit második hullámként jellemezhetőek, legfőképpen Neil Gaimannel a középpontban, akinek Sandman című sorozata annyira meghatározó volt a Vertigo létrejöttében és akinek Death minisorozata beindította azt. A másik vezető képregényt, az Enigmát, majd ezután a Shade, the Changing Man Peter Milligan írta, Garth Ennis a Hellblazert, Jamie Delano az Animal Man-t, Rachel Pollack pedig folytatta a Doom Patrolt, Nancy Collins a Swamp Thing-et. A kilencedik Vertigo kiadvány 1993-ban a Vertigo Preview volt, melyben olyan aktuális képregényeket mutattak be, mint J. M. Dematteis Mercy, Ann Nocenti Kid Eternety, Dick Foreman Black Orchid vagy Matt Wagner Sandman Mystery Theatre című művei.

## Más korai képregények
Miután a Vertigo „megörökölt” néhány címet a Disney által törölt Touchmark kiadványok közül, megtervezhette első évi kiadását. Úgy készültek, „két új sorozatot adnak ki havonta különböző formátumban, vagy one-shot-ként, vagy minisorozatként vagy folyamatos havilapként.” A két kezdő képregény mindegyike minisorozat volt, az egyik a Neil Gaiman által írt és Chris Bachalo által rajzolt Death: The High Cost of Living, a másik pedig Peter Milligan és Duncan Fegredo Enigma című képregénye. Az Enigma „a Touchmark vezető kiadványa lehetett volna”, de végül a Vertigo második új képregénye lett.
A Vertigo második hónapjában indított kiadványát, a Sandman: Mystery Theathre-t Karen Berger úgy jellemezte, hogy hasonló formátumú, mint a Batman: Legends of the Dark Knight, „négy részenként új történetszálak”. Az írója, Matt Wagner szerint „a 30-as évek bemutatása 90-es évekbeli érzésekkel... kísértés, film noir stílus...”. Ezt követte J. M. DeMatteis (és Paul Johnson) 64 oldalas Mercy című története, vagy a másik, Touchmarktól származó Sebastian O. Ezen kívül Steve Gerber, aki sok Vertigo íróra volt hatással, előállt Nevada című minisorozatával, válaszul Neil Gaiman több alkalommal ismételt kérésére a Howard the Duck #16-ban, hogy a karakterekről többet kellene írni a „kötelező képregény-bunyós” jeleneteknél.

## Vertigo-stílus
Bár a könyveknek sosem volt megegyező külsejük, a borítók azonos jellemzője volt a bal oldalon függőleges Vertigo felirat árral, dátummal és a megjelenés számával. A kezdeti Vertigo-kinézet azért lett ilyen, hogy „az emberek már első ránézésre tudják, Vertigo címet látnak”. A külső kisebb változásokon ment át 2002 júliusáig, amit a Vertigo 10. évfordulójára megjelentetett Vertigo X képregényen látható vízszintes lap teteji Vertigo-felirat váltott fel. Ezt a dizánjt használták minden Vertigo-kiadványon, kivéve a kemény borítós és gyűjteményes kiadványokat, illetve grafikus novellákat. Karen Berger állítása szerint a DC erőteljesen reklámozta új irányvonalát, beleértve egy reklámcsomagot, mely azon kereskedők számára volt elérhető, akik minimum huszonöt példányt rendeltek a Sandman februári (#47) számából. Ez tartalmazta a Death: The High Cost of Living  első számának „Platinum edition” borítós változatát és egy Vertigo Preview című kiadványt, melyben Neil Gaiman és Kent Williams hét oldalas Sandman-története is szerepelt. Emellett egy tizenhat oldalas Vertigo Sampler válogatást nyomtattak és csomagoltak össze a Capital City Distribution képregényforgalmazó cég Advance Comics megrendelőlapjával.
A kezdeti bejelentések között Berger azt is elmondta, hogy a képregénypiac váltakozó helyzetének köszönhetően a Vertigo-stílus a „blue line art” mellett tette le voksát a teljesen színezett oldalak helyet, mert „a piac nagyon árérzékenynek tűnik” Bár a Vertigo gyakran rukkolt elő új formátummal, hosszabb kiadványokkal, Berger szerint nagyon óvatosan kellett megválasztani, ha egy új történetet kizárólag ilyen formában akartak kiadni, kivéve, ha „a sztorit csak így lehetett megcsinálni” az eredeti külső helyett.

## Kísérleti kiadványok
A különböző formátumok mellett a Vertigo is korai befogadója és használója volt a havonta megjelent képregények kemény borítós változatban való összegyűjtésének és kiadásának, illetve a grafikus novellák egyből kemény borítós kiadásának. Ezen kívül egy 2003-as one-shot történet (Vertical) teljesen egyedi külsőt kapott. A normál képregénymérethez képest fele olyan széles volt, a tetején volt összetűzve. A forma ötletes, ugyanakkor szükséges is volt, hogy Steven T. Seagle történetét segítse, mivel az tele volt magas épületekkel és persze a Vertigo érzéssel.
Neil Gaiman és Charles Vess Csillagpor című alkotását a Vertigo egy rajzokkal teli regény formájában jelentette meg, és nem mint átlagos képregény, és több alkalommal kísérletezett a kiadó nem általános méretű és kinézetű képregények megjelentetésével. Ilyen volt például Dave Gibbons The Originals és Mat Johnson Incognegro című kiadványai, melyeket Warren Pleece rajzoló fekete-fehérben jelentetett meg.

## Szerkesztők, írók, rajzolók

Vertigo 1. című magyar nyelvű képregénykönyv borítója

### Szerkesztők
- Karen Berger
- Art Young
- Shelly Bond
- Tom Peyer
- Axel Alonso
- Will Dennis
- Johnatan Vankin

### Írók
- Alan Moore
- Grant Morrison
- Neil Gaiman
- Peter Milligan
- Garth Ennis
- Jamie Delano
- Rachel Pollack
- Nancy A. Collins
- John Ney Reiber
- J. M. DeMatteis
- Mike Carey
- Brian K. Vaughan
- Ed Brubaker
- Bill Willingham

### Rajzolók
- Peter Gross
- Dean Ormston
- Duncan Fegredo
- Jill Thompson
- Jon J Muth
- Charles Vess
- Sean Phillips
- John Bolton
- Dave McKean
- Brian Bolland
- Glenn Fabry

## A Vertigo Magyarországon
Magyarországon alig néhány éve kaphatók magyar nyelvű Vertigo-képregények. 2006-tól jelent meg a Vertigo antológia című válogatáskötet-sorozat a Kingpin kiadó gondozásában, melyben a Constantine, a Prédikátor és a Y, az utolsó férfi című Vertigo művek találhatók. A The Sandman sorozat magyar változatát 2009 óta olvashatjuk. Első részét Sandman, az Álmok Fejedelme - Prelűdök és noktürnök címmel 2009-ben, a második kötetet Sandman, az Álmok Fejedelme - A babaház 2010-ben jelentette meg a Cartaphilus kiadó.